# Action catholique italienne
L'Action catholique italienne (en italien: Azione Cattolica Italiana - ACI ou simplement Azione Cattolica - AC) est une association catholique laïque visant à collaborer avec les hiérarchies ecclésiastiques de l'Église catholique ; son origine remonte à 1867,.
En 1954, elle comptait deux millions et demi de membres, dont 1,7 million pour les seules associations de jeunesse; en 1959, elle atteignait un maximum de 3 372 000. En 2004, elle comptait 400 000 membres. En 2020, elle comptait plus de 270 000 membres et, selon les données d'une recherche menée par la conférence épiscopale italienne (en italien : Conferenza Episcopale Italiana, abréviation : CEI) , plus d'un million de catholiques italiens participent chaque année à ses activités. L'actuel président national est Giuseppe Notarstefano, tandis que l'assistant ecclésiastique est l'évêque Gualtiero Sigismondi (it).

## Histoire

### XIXesiècle

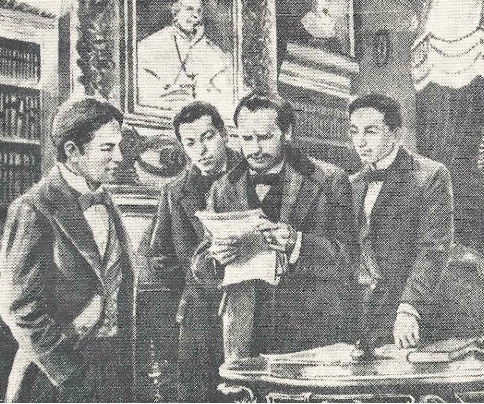
Giovanni Acquaderni et Mario Fani, réunis dans la maison des frères Malvezzi à Bologne, élaborent le programme de la naissante « Società della Gioventù Cattolica » (1868), appelée ensuite Azione Cattolica.

Les origines de l'Action catholique remontent à septembre 1867, lorsque deux jeunes universitaires, Mario Fani, de Viterbo, et Giovanni Acquaderni (it), de Castel San Pietro dell'Emilia, fondent à Bologne la Société italienne de la jeunesse catholique (Società della Gioventù Cattolica Italiana). La devise « Prière, Action, Sacrifice » («Preghiera, Azione, Sacrificio») synthétise la fidélité à quatre principes fondamentaux :
- l'obéissance au pape (« sentire cum Ecclesia ») ;
- un projet éducatif basé sur l'étude de la religion ;
- vivre sa vie selon les principes du christianisme ;
- un engagement généralisé de charité envers les plus faibles et les plus pauvres.

La constitution de l'association a été approuvée le 2 mai 1868 par le pape Pie IX avec le bref apostolique Dum filii Belial. Conformément à la position du Pontife (la première formulation du non expedit a été faite la même année), l'association nouvellement créée a exclu toute implication politique directe.
En 1872, le premier congrès des catholiques italiens se tient à Venise : l'œuvre de Fani et Acquaderni est officiellement rebaptisée « Société de la jeunesse catholique italienne » (Società della Gioventù Cattolica Italiana). Après le congrès, l'Opera dei Congressi et les comités catholiques ont vu le jour en Italie.
L'association se développe rapidement et, en quelques années, elle s'étend aux paroisses de toute l'Italie. À l'origine, il a conservé une division en sessions masculines et féminines, qui a été surmontée au fil des ans.

### La création de l'Action catholique
En 1904, Pie X dissout l'Opera dei Congressi en raison des contrastes persistants entre les « intransigeants » et les « novateurs ». L'année suivante, le même pape publie l'encyclique Il fermo proposito (11 juin 1905) avec laquelle il favorise la naissance d'une nouvelle organisation laïque catholique qui prend le nom d'Azione Cattolica.
Les premières années de l'Action catholique ont été marquées par des événements très importants pour l'ensemble du catholicisme : la condamnation des 65 propositions modernistes dans le décret Lamentabili sane exitu de Pie X (3 juillet 1907) et, immédiatement après, l'« excommunication » du modernisme dans l'encyclique Pascendi Dominici gregis (8 septembre 1907). Dans ce dernier, le modernisme et le relativisme ont été qualifiés par le Pontife de synthèse de toutes les hérésies. L'Action catholique a donc été souhaitée par le Pape comme le principal instrument pour contrer le modernisme.
En 1908, l'Union des femmes catholiques italiennes (Unione fra le Donne Cattoliche Italiane) est fondée par Maria Cristina Giustiniani Bandini, avec la collaboration d'Adelaide Coari (en), et en juillet 1909, Vincenzo Ottorino Gentiloni reçoit de Pie X la tâche de diriger une organisation contiguë à l'Action catholique, l'Union électorale catholique italienne (UECI).
L'UECI a joué un rôle de premier plan sur la scène politique italienne de l'époque. En 1912, bien que le non expedit décrété par Pie IX n'ait pas encore été révoqué, Ottorino Gentiloni, en sa qualité de chef de l'UECI, conclut avec Giovanni Giolitti le « pacte Gentiloni ». Les trois points principaux du Pacte Gentiloni étaient :
- le financement des écoles non étatiques (principalement catholiques) ;
- l'engagement de ne pas permettre l'introduction du divorce en Italie ;
- une juridiction séparée pour le clergé.

Avec le pacte Gentiloni, le mouvement Risorgimento, plus institutionnel, et le mouvement catholique, largement majoritaire dans le pays, s'unissent donc sur la base d'une orientation catholique, monarchique et traditionaliste. La même année (1912) et à la suite de ce pacte, le comte Gentiloni fonde, avec Giolitti, le Parti libéral (Partito liberale), un parti précurseur du PLI (Partito liberale italiano).
Lors des élections politiques italiennes de 1913 (les premières de l'histoire italienne au suffrage universel masculin), le parti libéral remporte un succès écrasant. En favorisant l'élection des candidats qui s'étaient engagés à respecter le « pacte Gentiloni », le comte Ottorino Gentiloni (qui est resté l'un des principaux dirigeants de l'Action catholique) a inversé la subordination politique du catholicisme en Italie qui s'était produite après l'unification nationale.
En 1918, à l'initiative d'Armida Barelli et avec le soutien du pape Benoît XV puis de Pie XI, la « Gioventù Femminile di Azione Cattolica » (Jeunesse féminine d'action catholique) est née au sein de l'Unione Donne.

## La première période d'après-guerre
La naissance du Parti populaire italien (Partito Popolare Italiano - PPI) de Don Luigi Sturzo après la Première Guerre mondiale impose une réorganisation du laïcat catholique avec une meilleure définition des tâches entre l'Action catholique, le Parti populaire italien et le syndicat. En 1922, les œuvres pour adultes sont regroupées dans l'Unione Uomini Cattolici, organisée par Augusto Ciriaci et Domenico Tardini. Le 30 novembre de la même année, les nouveaux statuts de l'Action catholique sont approuvés et elle est organisée en quatre sections:
- Fédération italienne catholique des hommes (Federazione Italiana Uomini Cattolici) ;
- Union des femmes catholiques italiennes (Unione Femminile Cattolica Italiana) ;
- Fédération universitaire catholique italienne (Federazione Universitaria Cattolica Italiana) ;
- Société catholique italienne de la jeunesse (Società Gioventù Cattolica Italiana).

Dans le même temps, cependant, les activités de formation menées dans les milieux de l'Action catholique et la proximité de nombre de ses membres avec le PPI deviennent un motif d'affrontement avec le gouvernement fasciste. Déjà entre 1921 et 1924, certains bureaux de l'Action catholique ont été attaqués et dévastés par des militants fascistes, imprégnés de haine anticléricale.
Mussolini, ayant consolidé son pouvoir, avait décrété le 9 avril 1928 la dissolution de toutes les associations qui n'étaient pas fascistes. Il en résulte un conflit avec le Vatican, qui n'accepte pas la dissolution des cercles d'action catholique, la « prunelle des yeux » du pape. Mussolini est contraint, pour ne pas compromettre la stabilité du Concordat des pactes du Latran, de faire marche arrière et d'exclure l'Action catholique de l'interdiction. L'article 43 du Concordat reconnaît officiellement l'Action catholique, à condition qu'elle mène ses activités en dehors de tout parti, sous l'autorité de l'Église et pour diffuser les principes catholiques. Il s'agit d'un article que les deux parties ont accepté avec beaucoup de réserves et de suspicions, chacune pensant à la suite : le fascisme avec son Opera Nazionale Balilla et l'élevage en « batterie » des nouvelles recrues, comme cela se produit dans toutes les dictatures ; l'Église catholique veillant à son engagement pastoral qui privilégie l'aspect spirituel et religieux, mais n'exclut pas l'engagement et la responsabilité sociale.

### Les années 1930
Les nœuds ont atteint l'ébullition au début de l'année 1931. L'Action catholique, qui compte cinq mille branches réparties dans toute l'Italie, a progressivement étendu ses activités au-delà de ses tâches strictement religieuses, avec des initiatives sociales, des activités culturelles et récréatives, etc. L'Opéra Balilla, pour sa part, était devenu entre-temps un appareil majeur du régime et comptait plus d'un million et demi de membres répartis entre Balilla, avant-gardistes, Petits Italiens et Jeunes Italiens. L'Action catholique réunit les étudiants universitaires dans la Fédération des universitaires catholiques italiens (Federazione Universitaria Cattolica Italiana - FUCI), les fascistes dans le Gruppo Universitario Fascista (GUF - Groupes Universitaires fascistes).
Déjà en 1930, le 3 août, L'Avvenire d'Italia avait invité l'Action catholique « à envahir tous les secteurs de la vie sociale ». Des groupes professionnels sont nés. Les FUCI risquent de faire de l'ombre aux GUF. La commémoration du quarantième anniversaire de Rerum novarum s'est avérée critique à l'égard des sociétés fascistes et un informateur de la police l'a décrite comme « une manifestation d'un antifascisme jamais réprimé ».
Le 8 avril, Mussolini demande au Saint-Siège de modérer la presse catholique, de mettre fin aux provocations des syndicats et de licencier les dirigeants populaires.
Le 21 avril, l'honorable Mario Giuriati, dans un discours à Milan, revendique l'absolutisme de l'État ; le pape répond immédiatement, dans une lettre à l'archevêque de Milan, le cardinal Ildefonso Schuster, en déclarant entre autres que l'Église a le droit d'entrer dans la morale sociale, que le fascisme a tort d'éduquer les jeunes à la violence et à l'agression.
Le « Lavoro fascista » (Labour fasciste) accuse le Action catholique de former des hommes « domestiques et infirmes », d'utiliser les épaves du monde sturien, d'envahir le champ des corporations. À présent, la corde était tendue. Elle éclate en mai et sera la répression fasciste la plus dure jamais menée contre l'Action catholique. De violentes manifestations anticléricales sont mises en pratique, les journaux intransigeants du régime crachent des insultes, les sièges des clubs catholiques sont dévastés et pillés ; le comte Dalla Torre écrit :
« Il s'agissait souvent d'actes d'oppression sanglants, de dévastations qui atteignaient le point de profanation sacrilège de crucifix brisés, d'images pieuses défigurées, de portraits du Pape déchirés et piétinés, au milieu des cris de « à bas » et « mort » de l'Action catholique et du Souverain Pontife, de chants blasphématoires et obscènes et d'insultes aux prêtres. Les étudiants et les jeunes catholiques, même s'ils ont été sérieusement attaqués par un plus grand nombre de manifestants, n'ont pas cédé aux intimidations pour retirer leurs badges, qui n'ont été arrachés qu'avec violence et après une résistance répétée le même jour ».
Tout au long du mois, les violences se poursuivent et inquiètent même Mussolini, qui doit recommander aux préfets une vigilance attentive pour éviter les incidents qui heurtent le sentiment religieux populaire. Le Vatican a vivement protesté et, en réponse, Mussolini a prudemment fermé les bureaux de tous les clubs de jeunesse et fédérations universitaires catholiques. Le décret de dissolution a été émis le 29 mai 1931. Au cours des trois derniers jours de mai, tous les clubs catholiques ont été saisis par la police. Dans ce climat de vive tension (l'Action catholique est également accusée de tenir des réunions conspiratrices), l'encyclique Non abbiamo bisogno (Nous n'avons pas besoin) est publiée début juillet, mais datée du 29 juin, et reste le document fondamental définissant la position et le jugement du pape sur le régime. Dans ce texte, Pie XI condamne explicitement le fascisme en tant que doctrine totalitaire, le définissant comme « une véritable et propre statolâtrie païenne, non moins en opposition avec les droits naturels de la famille qu'avec les droits surnaturels de l'Église... un programme qui méprise, combat et persécute l'Action catholique, c'est-à-dire ce que l'Église et son chef sont réputés tenir pour le plus cher et le plus précieux ». L'encyclique déclare également illégal le serment de loyauté envers le Duce.
C'est à cette époque que Pie XI envoya à Mussolini, par l'intermédiaire du père Pietro Tacchi Venturi, le jésuite qui entretenait des contacts entre le Vatican et le Duce, un message dans lequel le pape affirmait sans ambages qu'il avait déjà acquis la certitude que les programmes, les déclarations et les principes fascistes étaient en conflit avec la conscience catholique. Cette déclaration est d'autant plus pertinente qu'elle a été faite le 24 juillet, c'est-à-dire après l'encyclique Non abbiamo bisogno (Nous n'avons pas besoin). Pie XI était donc arrivé à la conviction que le mariage entre le fascisme et l'Église était impossible.
L'accord ultérieur du 2 septembre a établi que :
1. l'Action catholique est diocésain, il dépend des évêques qui choisissent les dirigeants ;
2. elle n'avait pas de groupes professionnels ou syndicaux car elle n'avait que des objectifs religieux et formait les jeunes à la spiritualité ;
3. les clubs de jeunes seront appelés « associations Action catholique » et s'abstiendront de pratiquer des activités athlétiques et sportives.

Mais l'Action catholique, bien que contrainte à une vie maigre et réprimée, a survécu, s'est renforcée et a pu préparer les cadres des futurs démocrates-chrétiens.
En 1931, la Société italienne de la jeunesse catholique (Società della Gioventù Cattolica Italiana - SGCI) devient la Jeunesse italienne d'action catholique (Gioventù Italiana di Azione Cattolica - GIAC). Le président Angelo Raffaele Jervolino (it) a été remplacé en 1934 par Luigi Gedda (it), qui a dirigé l'association des jeunes jusqu'en 1946.
En 1935, la maison d'éditions AVE Anonima Veritas Editrice est fondée comme éditeur de la GIAC dans le but de fournir des aides à la formation religieuse et morale des adultes, des jeunes et des enfants.
En juillet 1943, un groupe important de membres de l'Action catholique a participé aux travaux qui ont conduit à la rédaction du Code Camaldoli.

### La deuxième période d'après-guerre
L'Action catholique a connu un moment de grande expansion après la Seconde Guerre mondiale grâce à l'engagement du pape Pie XII. Les premières élections qui ont suivi la proclamation de la République italienne ont renforcé l'engagement de l'association.
L'Action catholique féminine joue notamment un rôle important dans l'accès des femmes aux fonctions électives. Ainsi, parmi les neuf députées démocrates-chrétiennes élues pour la première fois à l’Assemblée constituante en 1946, huit ont milité ou eu des responsabilités au sein de l’Action catholique féminine.
À l'occasion des élections de 1948, les Comitati Civici (it) ont été fondés sur mandat du pape Pie XII. Organisés par Luigi Gedda (it) dans le but de mobiliser les forces catholiques pour la délicate tâche électorale, les comités ont été décisifs pour empêcher la gauche de remporter les élections. L'Action catholique comptait deux millions et demi de membres.

Une autre élection décisive a eu lieu en 1951 avec les élections municipales à Rome. Les socialistes et les communistes se sont présentés comme des alliés, avec de fortes chances de victoire. Le pape a lancé un nouvel appel aux forces chrétiennes pour qu'elles se présentent unies dans les urnes. Luigi Gedda, toujours en première ligne, lance une alliance politique entre la DC, le Mouvement social italien (Movimento sociale italiano, abrégé en MSI)et le Parti national monarchiste (Partito nazionale monarchico, PNM). Le projet de coalition échoue en raison de l'opposition d'Alcide De Gasperi et de la dissidence de nombreux membres de l'Action catholique. Mario Rossi, président central de la GIAC (Gioventù italiana d'Azione Cattolica - Jeunesse italienne d'action catholique) de 1952 à 1954, s'oppose à la ligne de Gedda, tant sur le plan pastoral que politique et, bien que soutenu par Giovanni Battista Montini, substitut à la Secrétairerie d'État du Vatican, a été contraint de démissionner. Au niveau organisationnel, la Coldiretti (Confederazione Nazionale Coltivatori Direti - Confédération nationale des agriculteurs indépendants) est devenue autonome. En décembre 1958, le mandat de Gedda n'est pas renouvelé par Jean XXIII.
 
L'esprit de renouveau qui suit le concile Vatican II en 1962 conduit à la nomination de Vittorio Bachelet comme président du Conseil central de l'Action catholique en 1964. Dans ce contexte, l'Action catholique a fait le « choix de la religion » et a décidé de ne plus être collatérale d'aucun parti politique. Tout en restant immergée dans la sphère sociale, elle est revenue à la redécouverte de ses origines religieuses dans son engagement à annoncer l'Évangile et à éduquer les gens dans la foi. Sur la base de ces nouvelles perspectives, un nouveau statut a été publié en 1969, selon lequel l'association était organisée en deux secteurs, un pour les jeunes et un pour les adultes, au lieu des quatre branches précédentes (Jeunesse des garçons, Jeunesse des filles, Union des femmes, Union des hommes), tandis que les sections mineures (Flammes blanches, Flammes rouges, Flammes vertes pour les garçons et Angioletti, Piccolissime, Beniamine pour les filles) sont remplacées par la structure unique de l'Action catholique pour les garçons (Azione Cattolica dei Ragazzi - ACR)) qui apparaît pour la première fois en mars 1971.
Dans les années post-conciliaires, l'Action catholique est devenue le porte-parole à part entière du soi-disant « esprit » du concile Vatican II ; tout en maintenant une structure liée aux paroisses, elle a commencé à perdre le soutien de diverses couches sociales. En conséquence, entre 1964 et 1974, l'association est passée de 3,5 millions de membres à 600 000.
Mais il y a aussi d'autres raisons à ce déclin :
- L'Action catholique des années 1970 (et 1980) n'est plus la seule association de laïcs catholiques. Après le Conseil, de nouvelles réalités sont nées, dont certaines ont également été fondées par des membres de l'association. Le mouvement des Focolari, la Communauté de Sant'Egidio, Communion et Libération[14], le Renouvellement dans l'Esprit Saint et le Chemin néocatéchuménal ont commencé leur diffusion et leur croissance dans les années 1960. Dans l'ensemble, le nombre de laïcs catholiques engagés n'a pas diminué, mais s'est réparti dans des réalités différentes. L'Action catholique est une association proche des évêques et des prêtres, qui se consacre principalement au travail paroissial et à la « formation chrétienne des consciences ». Les mouvements catholiques, en revanche, ont fait leurs propres choix plus spécifiques : la communion et l'unité avec les Focolari et Sant'Egidio, la prière inspirée avec le Rinnovamento, l'engagement dans les universités et dans le monde économique et du travail avec la CL.
- L'envol de nombreux jeunes vers les mouvements de jeunesse issus des années soixante-huit.
- Enfin, le détachement de l'Action catholique de la FUCI et du Centre sportif italien (Centro Sportivo Italiano - CSI), ainsi que la séparation totale avec les Associations chrétiennes des travailleurs italiens (Associazioni Cristiane Lavoratori Italiani - ACLI) et la Confédération italienne des syndicats de travailleurs (Confederazione Italiana Sindacati Lavoratori - CISL).

En 1976, Vittorio Bachelet est élu vice-président du Conseil supérieur de la magistrature. Les années 70 se terminent tragiquement avec l'assassinat d'Aldo Moro (président de la FUCI de 1939 à 1942) et de Bachelet par les Brigades rouges.

### À partir de 1998
En 1998, la première femme a été élue à la tête de l'Action catholique: Paola Bignardi. Soutenue par la conférence épiscopale italienne (Conferenza Episcopale Italiana, abréviation - CEI), elle a conduit l'association à travers un fort processus de renouvellement, qui s'est achevé par la mise à jour du statut en septembre 2003. La révision des statuts a suscité de nombreux débats internes, et certains anciens responsables nationaux et locaux ont publié une lettre ouverte à l'ouverture de l'assemblée extraordinaire de l'association, exprimant des doutes sur le rôle que les laïcs et l'association devraient jouer à l'avenir. Malgré des discussions animées, les nouveaux statuts ont été approuvés par l'assemblée des responsables diocésains avec plus de 80% de soutien. Pendant la présidence de Bignardi, le nombre de membres s'est stabilisé à 350 000.
La ratification des nouveaux statuts de l'Association a eu lieu la même année lors de l'Assemblée générale de la CEI (Assise, 17-20 novembre). Les 13 et 14 mars 2004, le Conseil national a approuvé le Règlement national.
L'année suivante, un autre épisode a marqué de façon polémique la présidence Bignardi. Lors de la rencontre nationale de Lorette (septembre 2004), à l'occasion d'une des conférences organisées par la présidence nationale et le Centre sportif italien, le vice-président du Conseil des ministres de l'époque, Gianfranco Fini, a été invité à s'exprimer sur une récente loi relative aux intervenants auprès des jeunes. Cette invitation a provoqué la vive réplique de certains anciens présidents nationaux, de dirigeants et de l'ancien président de la République (et ancien président diocésain de l'Action catholique) Oscar Luigi Scalfaro.
L'action de renouveau menée par Bignardi et aboutissant à l'approbation du nouveau Projet formatif de l'Association a donné une nouvelle vitalité et une visibilité publique et ecclésiale à l'association, ce qui a conduit en 2006, sous la présidence de Luigi Alici, à une augmentation du nombre de membres, la première après de nombreuses années marquées par une difficulté généralisée de l'associationnisme.
En 2008, à l'occasion de son 140e anniversaire, l'Action catholique a présenté son manifeste il Manifesto al Paese, un document affirmant les valeurs non négociables de l'Action catholique, qui agit comme une sentinelle de cette éthique commune dans laquelle elle affirme que tous les Italiens peuvent se reconnaître. Le Manifeste a été remis le 2 avril 2008 au président de la République Giorgio Napolitano lors d'une audience accordée par le chef de l'État au président national de l'association. Les célébrations du 140e anniversaire de l'association ont culminé, le 4 mai, par une rencontre de l'association avec le pape Benoît XVI sur la place Saint-Pierre à Rome, à laquelle ont assisté 150 000 membres de l'Ac. Le 30 octobre 2010, une rencontre a eu lieu entre Benoît XVI, les jeunes de l'ACR et les très jeunes membres de l'Action catholique ; « C'è di + » (« Il y a plus ») était le thème de la journée à Rome, où plus de 150 000 membres se sont réunis.
Le 30 avril 2017, les célébrations du 150e anniversaire de l'association ont débuté par une rencontre avec le pape François sur la place Saint-Pierre à Rome, à laquelle ont participé 100 000 personnes.
Le 1er novembre 2019 (à Rome et en même temps sur toutes les places d'Italie) a été célébré le cinquantième anniversaire de l'Acr : une occasion privilégiée pour « allumer » l'attention sur l'immense richesse que représente aujourd'hui la foi des enfants et des jeunes et sur la façon dont une expérience comme l'ACR valorise et peut valoriser ce patrimoine en offrant à chacun de ses jeunes membres un espace pour sa propre croissance. Le titre de l'événement était : Light UP - Ragazzi in sinodo.
Le 25 avril 2021, la XVIIe Assemblée nationale de l'Action catholique a débuté avec un an de retard en raison de la pandémie de Covid-19 et s'est tenue entièrement en ligne avec plus de 700 délégués connectés de toute l'Italie.

## Ordre associatif
L'Action Catholique Italienne, afin de répondre aux besoins formatifs et pastoraux spécifiques, propose différents itinéraires selon l'âge et les conditions de vie. Il rassemble des enfants et des jeunes de l'Action catholique des jeunes, ainsi que des jeunes et des adultes de deux secteurs.
L'Azione Cattolica dei Ragazzi (ACR) : est une articulation de l'Action Catholique Italienne qui traduit l'attention de l'Association vers les enfants de 3 à 14 ans, en les aidant à être pleinement protagonistes de leur chemin de foi. Elle est définie à l'article 16 [15] du statut de l'Action catholique italienne. La proposition d'ECA est structurée en groupes qui suivent des itinéraires et des propositions diversifiés selon quatre tranches d'âge :
- 0-5 (appelés Piccolissimi) ;
- 6-8 ;
- 9-11 ;
- 12-14.

Secteur de la jeunesse : concerne les jeunes âgés de 15 à 30 ans. La proposition de formation est divisée en trois tranches d'âge :
- Giovanissimi, de 15 à 18 ans ;
- Les jeunes, âgés de 19 à 25 ans ;
- Jeunes adultes, âgés de 26 à 30 ans.

Le secteur de la jeunesse dispose de la structure organisationnelle suivante :
- niveau national : les principaux responsables sont les deux vice-présidents nationaux de l'Action catholique pour la jeunesse, un assistant (assisté d'un secrétaire et d'une équipe de travail) ;
- niveau régional : deux responsables et un assistant
- niveau diocésain : deux vice-présidents, un assistant (avec l'équipe diocésaine)
- zonal : deux officiers et un assistant de vicariat ou de doyenné

au niveau de la paroisse : deux responsables de la paroisse (ou un pour les petits groupes).
Secteur adulte : regroupe les membres âgés de plus de 30 ans. Dans ce secteur, le programme de formation comprend des cours pour les adultes très âgés (c'est-à-dire le troisième âge), pour les familles et pour les jeunes adultes (de 31 à 35 ans).
Responsables
- Le responsable de l'association : c'est le vice-président du Secteur Jeunesse, qui est élu par l'assemblée de l'association paroissiale et qui est responsable de tous les groupes du Secteur. Parfois, l'association responsable est aussi un éducateur.
- L'éducateur : c'est le responsable de l'éducation, c'est-à-dire la personne à qui l'association confie un groupe de jeunes pour s'occuper des relations entre les personnes, de l'élaboration d'un programme et de sa mise en œuvre.
- Le prêtre assistant : c'est le curé ou son vicaire dans les paroisses, tandis que l'assistant diocésain est généralement nommé par l'évêque : le service de l'assistant est orienté vers l'éducation religieuse, jouant un rôle complémentaire à celui de l'éducateur.

## Mouvements liés à l'Action catholique
Mouvements « internes » (partie de l'association)
- Mouvement d'action catholique des étudiants (Movimento Studenti di Azione Cattolica - MSAC) : rassemble des jeunes membres engagés dans les écoles secondaires supérieures.
- Mouvement d'Action Catholique Ouvrière (Movimento Lavoratori di Azione Cattolica - MLAC) : rassemble des membres engagés dans la pastorale du monde du travail.
- Mouvement pour l'engagement éducatif de l'action catholique (Movimento di Impegno Educativo di Azione Cattolica - MIEAC) : s'adresse à tous ceux qui, pour diverses raisons, sont impliqués dans le processus éducatif.

Associations externes, liées par l'histoire et la culture à AC
- Fédération universitaire catholique italienne (Federazione Universitaria Cattolica Italiana- FUCI)
- Mouvement ecclésial d'engagement culturel (Movimento Ecclesiale di Impegno Culturale- MEIC)

## Personnalités associées à l'association

### Liste des présidents nationaux
Conseil central à partir de 1922
- Luigi Colombo (1922-1929)
- Augusto Ciriaci (1929-1936)
- Lamberto Vignoli (1936-1940)
- Commissione per l'alta direzione dell'AC (1940-1946)
- Vittorino Veronese (1946-1952)
- Luigi Gedda (1952-1959)
- Agostino Maltarello (1959-1964)
- Vittorio Bachelet (1964-1969)

Présidence nationale (à partir du nouveau statut de 1969)
- Vittorio Bachelet (1970-1973)
- Mario Agnes (1973-1980)
- Alberto Monticone (1980-1986)
- Raffaele Cananzi (1986-1992)
- Giuseppe Gervasio (1992-1998)
- Paola Bignardi (1998-2005)
- Luigi Alici (2005-2008)
- Franco Miano (2008-2014)
- Matteo Truffelli (2014-2021)
- Giuseppe Notarstefano, à partir de 2021

## Source
- (it) Cet article est partiellement ou en totalité issu de l’article de Wikipédia en italien intitulé « Azione Cattolica » (voir la liste des auteurs).